# 1663
| [ Edytuj tabelę ]              | |
| Król Polski                    | - 1648 Jan Kazimierz 1668 |
| Współksiążęta Andory           | - 1655 Joan Manuel de Espinosa 1663 - 1643 Ludwik XIV 1715                                                                                              |
| Król Anglii i Szkocji          | - 1660 Karol II 1685 |
| Elektor Bawarii                | - 1651 Ferdynand Maria 1679 |
| Elektor Brandenburgii          | - 1640 Fryderyk Wilhelm 1688 |
| Sułtan Brunei                  | - 1660 Abdul Mubin 1673 |
| Cesarz Chin                    | - 1661 Kangxi 1722 |
| Król Czech                     | - 1657 Leopold I Habsburg 1705 |
| Król Danii                     | - 1648 Fryderyk III 1670 |
| Dalajlama                      | - 1617 Lobsang Gjaco 1682 |
| Cesarz Etiopii                 | - 1632 Fasiledes 1667 |
| Król Francji                   | - 1643 Ludwik XIV 1715 |
| Król Hiszpanii                 | - 1621 Filip IV 1665 |
| Landgraf Hesji-Kassel          | - 1637 Wilhelm VI Sprawiedliwy 1663 - 1663 Wilhelm VII Heski 1670                                                                                       |
| Stadhouder Holandii            | - 1650 pierwszy okres bez stadhoudera 1672 |
| Szach Iranu                    | - 1642 Abbas II 1666 |
| Państwo Wielkich Mogołów       | - 1658 Aurangzeb 1707 |
| Król Irlandii                  | - 1660 Karol II Stuart 1685 |
| Cesarz Japonii                 | - 1654 Go-Sai 1663 - 1663 Reigen 1687 |
| Kalif                          | - 1648 Mehmed IV 1687 |
| Patriarcha Konstantynopola     | - 1662 Dionizy III 1665 |
| Władca Korei                   | - 1659 Hyŏnjong 1674 |
| Książę Kurlandii i Semigalii   | - 1642 Jakub Kettler 1682 |
| Książę Liechtensteinu          | - 1627 Karol Euzebiusz 1684 |
| Książę Monako                  | - 1662 Ludwik I 1702 |
| Król Nawarry                   | - 1643 Ludwik XIV 1710 |
| Król Norwegii                  | - 1648 Fryderyk III 1670 |
| Sułtan Omanu                   | - 1649 Sultan I ibn Sajf 1688 |
| Elektor Palatynatu             | - 1648 Karol I Ludwik 1680 |
| Papież                         | - 1655 Aleksander VII 1667 |
| Książę Parmy i Piacenzy        | - 1646 Ranuccio II 1694 |
| Król Portugalii                | - 1656 Alfons VI 1683 |
| Książę w Prusach               | - 1640 Fryderyk Wilhelm Wielki Elektor 1688 |
| Car Rosji                      | - 1645 Aleksy I 1676 |
| Cesarz Rzymski (niemiecki)     | - 1658 Leopold I Habsburg 1705 |
| Kapitanowie Regenci San Marino | - 1662 Lodovico Belluzzi Pompeo Zoli 1663 - 1663 Melchiorre Maggio Belluzzi Paolo Antonio Onofri 1663 - 1663 Marc'Antonio Gozi Cristoforo Gianotti 1664 |
| Elektor Saksonii               | - 1656 Jan Jerzy II Wettyn 1680 |
| Król Szwecji                   | - 1660 Karol XI 1697 |
| Król Tajlandii                 | - 1656 Narai 1688 |
| Sułtan Turków                  | - 1648 Mehmed IV 1687 |
| Doża Wenecji                   | - 1659 Domenico Contarini 1674 |
| Król Węgier                    | - 1655 Leopold I 1705 |
| Książęta Wirtembergii          | - 1628 Eberhard III 1674 |

Rok 1663 / MDCLXIII
stulecia: XVI wiek ~
XVII wiek ~
XVIII wiek

lata: 1653 «
1658 «
1659 «
1660 «
1661 «
1662 «
1663
» 1664
» 1665
» 1666
» 1667
» 1668
» 1673

## Wydarzenia w Polsce
- Ukończenie budowy klasztoru i kościoła pod wezwaniem św.Anny w Bieczu.
- sierpień - początek Wyprawy zadnieprzańskiej Jana Kazimierza podczas wojny polsko-moskiewskiej
- listopad - zdobycie Boryspola przez wojska polsko-litewsko-kozackie-tatarskie
- listopad - hetman Michał Pac rozpoczął oblężenie moskiewskiego zamku Rosławl
- 14 grudnia - z powodów religijnych skazano na śmierć żydowskiego lekarza Matatiasza Kalahorę[1].

## Wydarzenia na świecie
- 6 lutego – w Anglii rozpoczęto bicie złotej gwinei.
- 23 kwietnia – niespełna czternastoletni biskup pasawski Karol Józef Habsburg objął także stolice biskupie - ołomuniecką i wrocławską.
- 7 maja – w Londynie otwarto Teatr Królewski.
- 8 czerwca – wojna hiszpańsko-portugalska: zwycięstwo Portugalczyków w bitwie pod Ameixal.
- Wrzesień – Turcy pod wodzą wezyra Ahmeda Köprülü zdobyli twierdzę Ujvár na Węgrzech, początek wojny austriacko-tureckiej.

- Początek obrad „nieustającego” Sejmu Rzeszy Niemieckiej w Ratyzbonie.

## Urodzili się
- 18 października – Eugeniusz Sabaudzki, książę Sabaudii, dowódca armii austriackiej (zm. 1736)

- data dzienna nieznana: 
  - Daniel Purcell, brytyjski kompozytor (zm. 1717)

## Zmarli
- 18 września – Józef z Kupertynu, franciszkanin konwentualny, święty Kościoła katolickiego, mistyk (ur. 1603)
- 27 grudnia – Krystyna Maria Burbon, księżniczka francuska, księżna i regentka Sabaudii (ur. 1606)

- data dzienna nieznana: 
  - Guido Cagnacci, włoski malarz okresu późnego baroku (ur. 1601)
  - Hongren, chiński malarz pejzażysta, mnich buddyjski (ur. 1610)
  - Krzysztof Sarnowski, polski chorąży mniejszy łęczycki

## Święta ruchome
- Tłusty czwartek: 1 lutego
- Ostatki: 6 lutego
- Popielec: 7 lutego
- Niedziela Palmowa: 18 marca
- Wielki Czwartek: 22 marca
- Wielki Piątek: 23 marca
- Wielka Sobota: 24 marca
- Wielkanoc: 25 marca
- Poniedziałek Wielkanocny: 26 marca
- Wniebowstąpienie Pańskie: 3 maja
- Zesłanie Ducha Świętego: 13 maja
- Boże Ciało: 24 maja